# Traveling Wilburys Vol. 3
Traveling Wilburys Vol. 3 è il secondo album dei Traveling Wilburys, pubblicato il 29 ottobre 1990.

## Tracce
Testi e musiche di Traveling Wilburys.
1. She's My Baby – 3:14
2. Inside Out – 3:36
3. If You Belonged To Me – 3:13
4. The Devil's Been Busy – 3:18
5. 7 Deadly Sins – 3:18
6. Poor House – 3:17
7. Where Were You Last Night? – 3:03
8. Cool Dry Place – 3:37
9. New Blue Moon – 3:21
10. You Took My Breath Away – 3:18
11. Wilbury Twist – 2:56

## Formazione
Traveling Wilburys
- Clayton Wilbury (Jeff Lynne) – chitarra acustica, basso, tastiere, voce, armonie vocali
- Spike Wilbury (George Harrison) – chitarra acustica, chitarra solista, mandolino, sitar, voce, armonie vocali
- Boo Wilbury (Bob Dylan) – chitarra acustica, armonica a bocca, voce, armonie vocali
- Muddy Wilbury (Tom Petty) – chitarra acustica, basso, voce, armonie vocali

Altri musicisti
- Jim Keltner – batteria, percussioni
- Jim Horn – sassofoni
- Ray Cooper – percussioni
- Gary Moore – chitarra solista in She's My Baby

Crediti
- Clayton Wilbury & Spike Wilbury - produttore